# Balon captiv „Drachen”

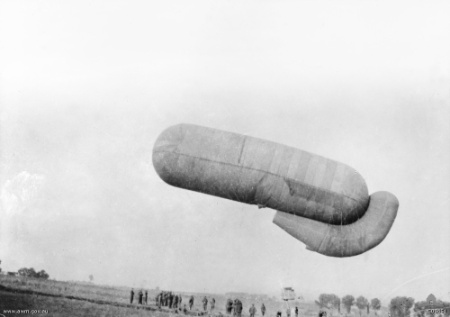
Balon captiv de tip „Drachen”

Drachen a fost un tip de balon captiv de observație, de fabricație germană, folosit de armata română în timpul Primului Război Mondial, ca platformă pentru culegerea de informații și reglare a tirului artileriei. 
Balonul Drachen a fost inventat în 1894 de maiorul August von Parseval, și căpitanul Rudolf Hans Bartsch von Sigsfeld. Balonul avea o formă cilindrică, era umplut cu hidrogen și folosea pentru stabilizare o cârmă verticală fixă, de tip balon umplut cu aer, nontată în partea posterioară. 